# Papirio Picedi
Papirio Picedi (Arcola, 27 settembre 1528 – Parma, 4 marzo 1614) è stato un vescovo cattolico e diplomatico italiano, al servizio del Ducato di Parma.

## Biografia
Discendente di una famiglia originaria di Luni, nacque dal conte Piceda Picedi e da Clementina Ottaviani di Vezzano.
Nel 1549 si laureò in legge frequentando l'Università di Padova. Fu uditore di Rota a Bologna, Mantova e Faenza, poi passò al servizio del cardinale Giovanni Francesco Gambara, vescovo di Viterbo.
Chiamato a risolvere una controversia a Parma conobbe il duca Ottavio Farnese che lo volle al suo servizio. A Parma, nel 1566, Picedi fece pubblicare dall'editore Erasmo Viotti gli ultimi quattro volumi della Storia d'Italia di Francesco Guicciardini, ai quali aggiunse in calce una Tavola delle cose notabili e i sommari.
Per conto dei Farnese assolse a molti incarichi che gli portarono numerosi riconoscimenti. Fu Pretore a Novara dove nel 1571 lo fecero cittadino onorario, nel 1585 nominato Fiscale a Piacenza e poi Podestà ancora a Novara. Fu governatore a Parma e successivamente Fiscale a Pavia in cui fece parte dell'Accademia degli Affidati. Annoverato tra i nobili cittadini parmensi, tra i patrizi di Genova, iscritto nel patriarcato di Piacenza e gli fu conferito il titolo di Cittadino romano. In quel periodo si sposò con la piacentina Ersilia Forlani da cui ebbe le figlie Lavinia e Maria.
Il duca Alessandro Farnese lo volle ambasciatore a Milano e con quest'incarico si recò in Portogallo alla corte del re Filippo di Spagna. Al ritorno in Italia da Milano passò a Genova. Rimasto vedovo si risposò con la genovese Maria Spinola da cui nacque Costanza.
Nel 1591 tornò a Roma come ambasciatore di Alessandro Farnese presso papa Innocenzo IX, che lo decorò dell'Ordine di Cristo, e dove rimase anche con il successore papa Clemente VIII.
Fu richiamato a Parma dal duca Ranuccio I Farnese che lo volle come Consigliere segreto e lo nominò ambasciatore a Roma e presso la corte di Filippo II di Spagna a Madrid.
Alla morte della seconda moglie tornò a Parma e, sentendosi chiamato alla vita ecclesiastica, chiese al duca di poter seguire la sua vocazione. Ranuccio I glielo concesse a patto che non smettesse di servire i Farnese. Fu ordinato sacerdote nel 1596 e nel 1598 divenne prevosto mitrato di Borgo San Donnino.
Dopo l'istituzione della diocesi di Borgo San Donnino, avvenuta con la bolla Super universas il 12 febbraio 1601, papa Clemente VIII lo nominò vescovo l'8 gennaio 1603. L'ingresso nella neo-costituita diocesi avvenne solennemente il 12 aprile 1604 e alla celebrazione in Duomo parteciparono anche le figlie del Picedi con i rispettivi mariti. Condusse la diocesi per un breve periodo, continuando ad abitare a Parma.
Il 30 agosto 1606 papa Paolo V lo traslò alla diocesi di Parma, dove rimase fino alla morte nel 1614. Durante il suo episcopato Parma fu colpita da una grande carestia tra il 1606 e il 1607.
Tra il 1611 e il 1612 avvenne anche una presunta congiura di alcuni nobili feudatari, tra cui la bellissima contessa Barbara Sanseverino, contro il duca Ranuccio I, che li fece torturare e poi giustiziare. Il processo fu condotto dal giudice Piosasco, ma si disse che fosse in qualche modo diretto dallo stesso Picedi, in accordo con il duca di Parma, che infine s'impossessò dei feudi e dei beni dei nobili messi a morte.
Alla sua morte Picedi fu sepolto in Duomo, nella cappella di Sant'Agata, e sul sepolcro fu posta una pietra con un bassorilievo che lo rappresenta con il viso sorridente, le braccia incrociate sul Vangelo, rivestito di abiti pontificali con la mitra riposta alla sua destra.

## Genealogia episcopale
La genealogia episcopale è:
- Cardinale Guillaume d'Estouteville, O.S.B.Clun.
- Papa Sisto IV
- Papa Giulio II
- Cardinale Raffaele Sansone Riario
- Papa Leone X
- Papa Paolo III
- Cardinale Francesco Pisani
- Cardinale Alfonso Gesualdo di Conza
- Papa Clemente VIII
- Cardinale Paolo Emilio Zacchia
- Vescovo Papirio Picedi

## Opere
- Francesco Guicciardini, Gli ultimi quattro libri dell'Historie d'Italia, Parma, Erasmo Viotti, 1566.